# ديفون هايد
ديفون هايد (بالإنجليزية: Devon Hyde)‏ هو منافس ألعاب قوى بليزي، ولد في 26 ديسمبر 1967.

## وصلات خارجية
- ديفون هايد على موقع الاتحاد الدولي لألعاب القوى (الإنجليزية)
- ديفون هايد على موقع اللجنة الأولمبية الدولية (الإنجليزية)
- ديفون هايد على موقع أوليمبيديا (الإنجليزية)